# Vương Dương Minh
Vương Dương Minh (phồn thể: 王陽明, giản thể: 王阳明, bính âm: Wang Yangming, 1472-1528), tên thật là Thủ Nhân (守仁), tự là Bá An (伯安) là nhà chính trị, nhà triết học, nhà tư tưởng xuất sắc thời nhà Minh trong lịch sử Trung Quốc. Đồng thời ông còn là người văn võ song toàn, từng là tướng mang quân đi dẹp loạn nhiều lần. Quê ông ở Chiết Giang nhưng phải sống ở nhiều nơi khác nhau. Ông từng có thời gian sống ở hang Dương Minh nên ông được người ta gọi là Dương Minh tiên sinh. Ông là người đã xây dựng Dương Minh phái, có ảnh hưởng sâu rộng không chỉ ở Trung Quốc mà còn ở Nhật Bản, Triều Tiên và cả Việt Nam. Ông cũng là 1 kỳ thủ cờ tướng.

### Làm quan

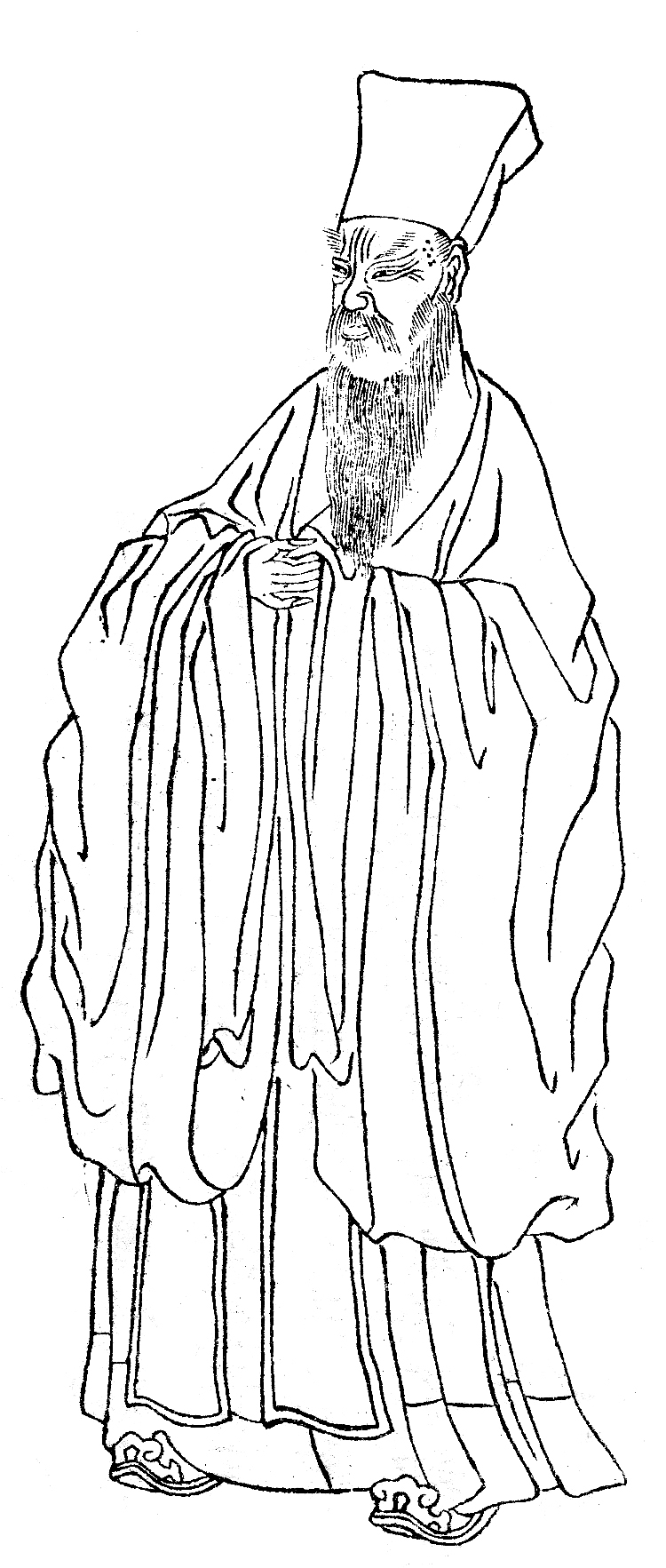
Tranh vẽ Vương Dương Minh

#### Dẹp loạn Thần Hào

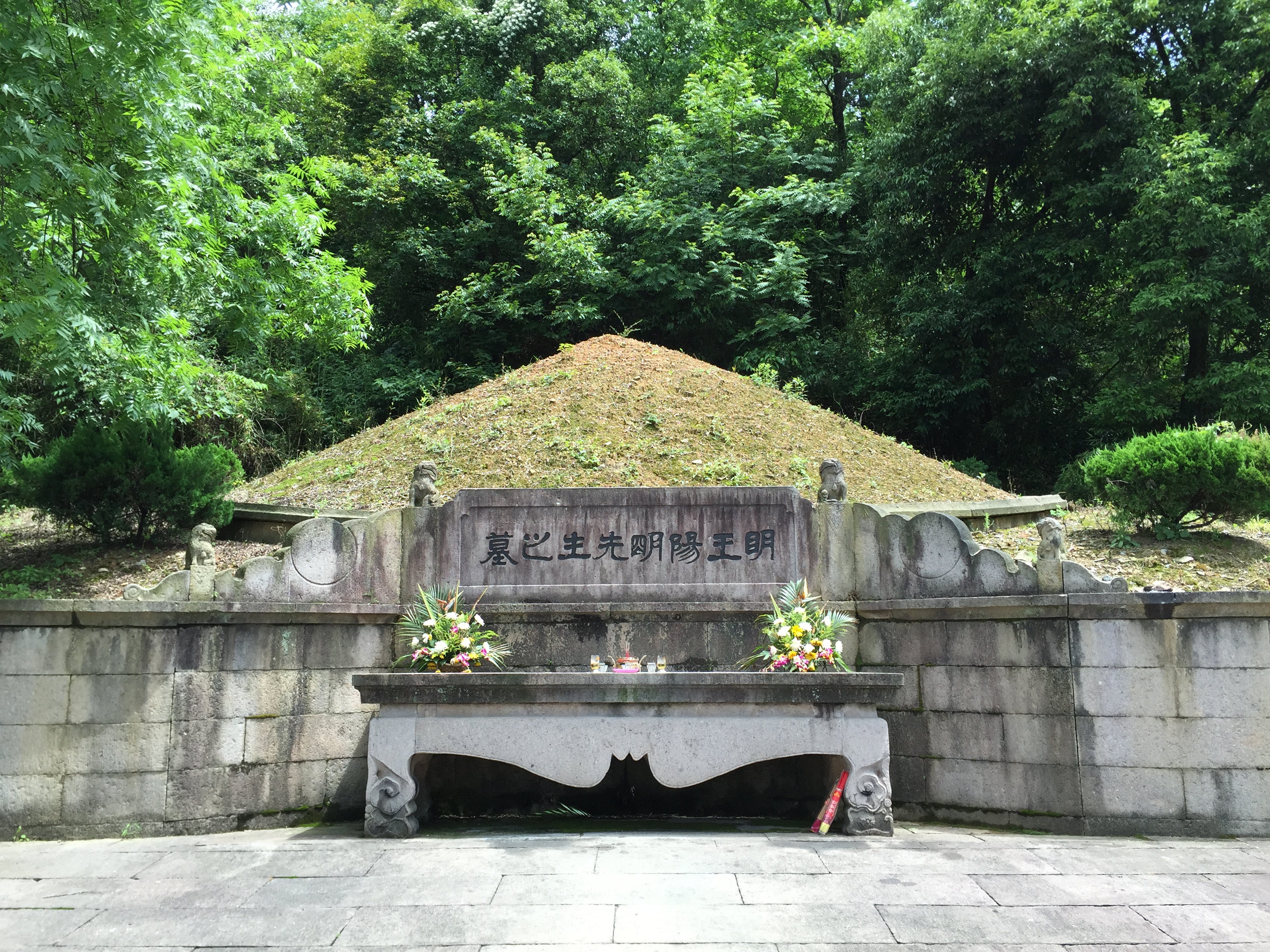
Lăng Vương Dương Minh ở Thiệu Hưng

## Tư tưởng triết học

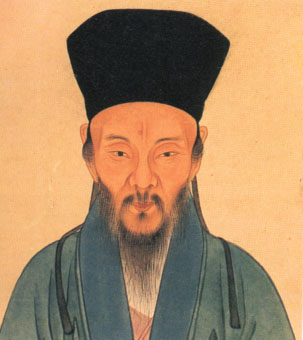
Chân dung Vương Dương Minh

## Cuộc đời

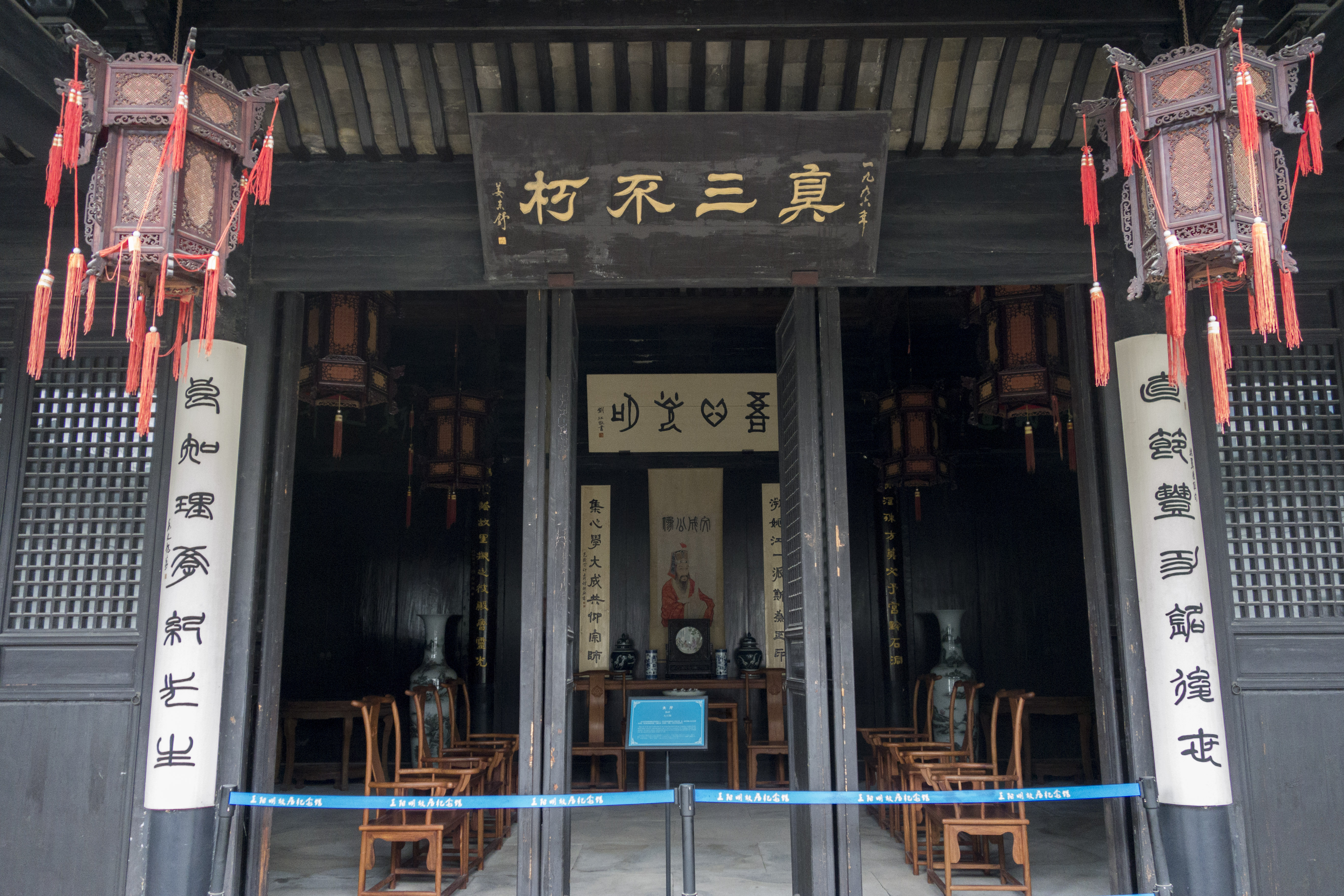
Nơi ở cũ của Vương Dương Minh